# Швидкісна залізниця Кельн — Франкфурт
50°26′41″ пн. ш. 7°49′32″ сх. д. / 50.4448° пн. ш. 7.82563° сх. д.
Високошвидкісна залізниця Кельн-Франкфурт (нім. Neubaustrecke Köln-Rhein/Main) завдовжки 180,0 км сполучає Рейнсько-Рурський та Рейнсько-Майнський регіони. Прямує з Кельну через Монтабаур, Лімбург та аеропорт Франкфурта-на-Майні до Франкфурт на Майні. Існує також відгалуження на Вісбаден, та на аеропорт Кельн/Бонн завдовжки 15,2 км. На більшій частині лінії допустима швидкість до 300 км/год.
Довжина — 177 км, час в дорозі між Кельном і Франкфурт-на-Майні — 62 хвилини. 
Побудована в 1995-2001 роках залізницю використовують виключно для пасажирських перевезень. Відмінними рисами є використання безбаластного полотна та електромагнітної системи гальмування.
Залізниця прямує переважно вздовж автостради А3, обслуговується поїздами типу ICE. Лінія була побудована в 1995-2002 роках, згідно з розрахунками Deutsche Bahn, вартість будівництва склала 6 млрд. євро. Між Франкфуртом та Кельном є три проміжні станції: Лімбург-Південний,Монтабаур і Зігбург/Бонн, що розташована всього за 12 км від Бонну. У Франкфурті є дві станції Франкфурт-Флугафен та Франкфуртський стадіон.